# L'Événement (journal français, 1848)
Pour les articles homonymes, voir Événement.
L'Événement, journal du soir est un quotidien français fondé à Paris le 30 juillet 1848 par Victor Hugo entre autres pour soutenir la candidature de Louis-Napoléon Bonaparte à la présidence de la République. Le journal a paru jusqu’en septembre 1851.

## Histoire du journal
La rédaction installée au 1 rue Laffitte, au dessus de la Maison dorée, était composée des deux fils de Hugo : Charles Hugo et François-Victor Hugo, ses amis Paul Meurice et Auguste Vacquerie, et aussi de Alphonse Karr, de Gérard de Nerval, Alexandre Dumas père, Alexandre Dumas fils ou encore Champfleury, ainsi que d'Adolphe Crémieux et Turgan. 
Ce nouveau quotidien sort au moment où La Presse d'Émile de Girardin a été suspendu le 26 juin 1848 (avant de reprendre fin août), et face auquel il va se distinguer, se montrer beaucoup plus indépendant, prenant résolument la défense des classes laborieuses. Le contexte européen est celui d'un vaste mouvement réformiste, l'Allemagne et l'Italie (deux territoires morcelés), la Hongrie, l'Espagne sont traversés par des explosions sociales et nationalistes de grande ampleur.
Journal aussi bien littéraire que politique, il boucle une heure après la fin de la séance parlementaire et peut donc communiquer à ses lecteurs un compte-rendu immédiat et complet. Sa capacité de tirage peut atteindre 100 000 exemplaires. Le pic des ventes se situe le 16 mai 1850 avec 50 000 exemplaires partis en une soirée. Alexandre Dumas y donne un roman fleuve, Le Trou de l’enfer, devenu ensuite Dieu dispose qui paraît de juin à octobre 1850 : sous couvert de raconter le milieu royaliste des années 1829-1830, Dumas y brocarde les politiques de son époque.
Victor Hugo siège au parlement, il dirige en sous-main le journal qu'il a confié en réalité à ses deux fils. Ce journal soutient d'abord la candidature de Louis-Napoléon Bonaparte à la présidence de la République pour contrer la candidature du général Cavaignac aux élections du 10 décembre 1848. En mai 1849, Hugo et ses fils commencent à s'opposer au parti de la majorité présidentielle, à cause de deux décisions : le projet d'enquête sur la misère et la loi Falloux qui livre au clergé une part prépondérante de l'enseignement.
Après les élections de 1849, le journal, face aux dérives conservatrices, se radicalise plus encore et se lance dans de violentes campagnes, notamment contre la peine de mort et contre la nouvelle loi sur la presse de juillet 1850, qui lui valurent d’être suspendu en septembre 1851 et un retentissant procès, qui entraîna, pour la première fois dans l'histoire de la presse française, l'emprisonnement de ses huit rédacteurs principaux. 
Il demeure le journal qui, à cette époque, a subi le plus grand nombre de poursuites et de condamnations. Les problèmes commencent dès le 20 avril 1849, quand Jules Bastide, ministre des Affaires étrangères, parvient à faire saisir le journal dans les kiosques. Durant l'automne 1850, la nouvelle loi sur la presse permet de porter à 2 500 francs minimum, une somme énorme, le montant de l'amende en cas de plainte : le journal les accumule. Le 16 mai 1851, Charles Hugo est condamné à six mois d'emprisonnement pour s'être opposé à la peine de mort, il est incarcéré le 1er août. Enfin, le 9 septembre, François-Victor Hugo et Paul Meurice écopent de neuf mois de prison fermes pour avoir défendu les réfugiés allemands chassés de leurs pays par la répression : le journal ne s'en relèvera pas.
À partir du 20 septembre, Victor Hugo organise aussitôt la publication d'une autre feuille, L’Événement du peuple avec, pour rédacteur en chef, Auguste Vacquerie qui est immédiatement condamné pour avoir repris le titre de son ancien journal, qui devient du coup L'Avènement du peuple, lequel est supprimé après le coup d’État du 2 décembre 1851. C'est Paul Meurice qui avait racheté le journal pour 9 000 francs.
François-Victor Hugo fut libéré quatre mois avant le terme de sa peine grâce à l'intervention de Jérôme Bonaparte, ami de la famille Hugo, libération qui entraîna la protestation du condamné.